# سبزجامه‌ها
سبزجامه‌ها، سبزسِهرَک‌ها یا فرخنده‌های بیشه (نام علمی: Chlorospingus) سرده‌ای از پرندگان گنجشک‌سان است که به‌طور سنتی در خانواده فرخندگان (Thraupidae) جای می‌گیرند. مطالعات جدیدتر نشان می‌دهد که آنها ارتباط نزدیکی با سردهٔ Arremonops در Passerellidae (گنجشک‌های آمریکایی) دارند. از ژوئیه ۲۰۱۷، انجمن پرنده‌شناسی آمریکا این سرده را به خانواده جدید Passerellidae که شامل گنجشک‌های جهان جدید است، اختصاص داد.